# Francis Girod
Pour les articles homonymes, voir Girod.
Francis Girod est un réalisateur, producteur de cinéma et scénariste français, né le 9 octobre 1944 à Semblançay (Indre-et-Loire) et mort le 19 novembre 2006 à Bordeaux (Gironde).
Il a dirigé une vingtaine de films entre 1974 et 2006. Son film L'Enfance de l'art a été présenté au festival de Cannes 1988.
En 1994, il est membre du jury du 44e festival international du film de Berlin.

## Biographie
Francis Girod grandit à Bruxelles, après le divorce de ses parents lorsqu'il a huit ans. Il fait du théâtre adolescent en amateur et part pour Paris à l'âge de dix-huit ans où il s'inscrit au cours Simon et fait des études de journalisme. Il travaille de 1964 à 1966 au Nouvel Observateur et à l'ORTF avant de se tourner vers le cinéma. Il devient l'assistant réalisateur de Roger Vadim et de Jean-Pierre Mocky. Il réalise son premier film, Le Trio infernal, en 1974 avec en vedettes Romy Schneider et Michel Piccoli.
Il est professeur au conservatoire de 1983 à 1993,. Francis Girod devient membre de l'Académie des beaux-arts de l'Institut de France le 27 novembre 2002, au siège de Claude Autant-Lara. Il est membre du conseil d'administration de la Cinémathèque française de 1991 à 1994 et décoré de la légion d'honneur.

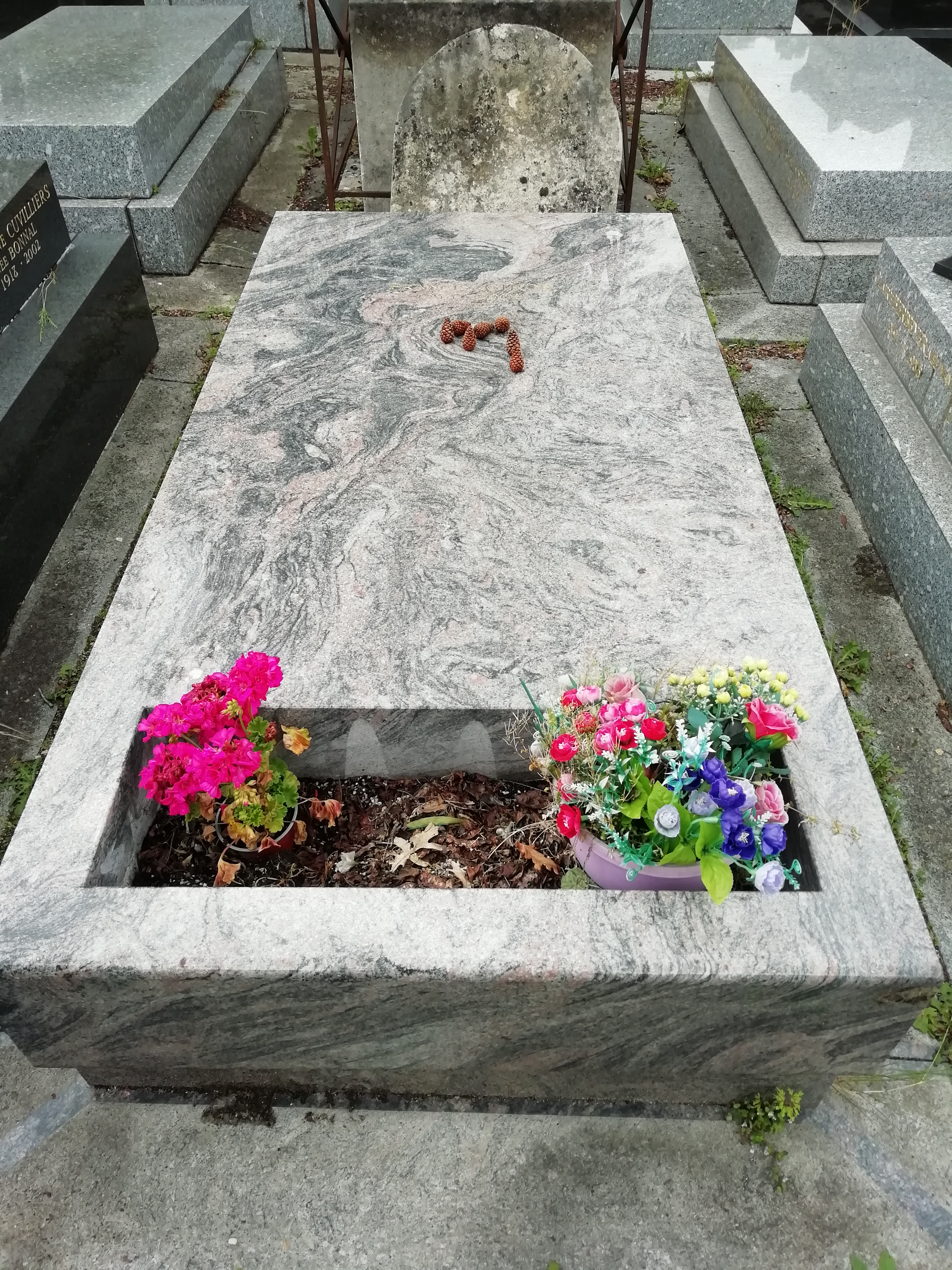
Tombe de Francis Girod au cimetière du Montparnasse (division 3).

Francis Girod meurt à Bordeaux des suites d'un malaise cardiaque survenu pendant le tournage de son dernier téléfilm, Notable, donc coupable. Il est inhumé au cimetière du Montparnasse de Paris, au sein de la 3e division.

## Filmographie

### En qualité de réalisateur

#### Longs métrages
- 1974 : Le Trio infernal
- 1977 : René la Canne
- 1978 : L'État sauvage
- 1980 : La Banquière
- 1982 : Le Grand Frère
- 1984 : Le Bon Plaisir
- 1986 : Descente aux enfers
- 1988 : L'Enfance de l'art
- 1990 : Lacenaire
- 1991 : Contre l'oubli (segment « Pour d'Archana Guha, Inde »)
- 1994 : Délit mineur
- 1995 : Lumière et Compagnie
- 1996 : Passage à l'acte
- 1998 : Terminale
- 2001 : Mauvais Genres
- 2006 : Un ami parfait
- 2006 : L'Oncle de Russie

#### Assistant réalisateur au cinéma
- 1966 : La Curée de Roger Vadim
- 1967 : Tue-moi vite, j'ai froid (Fai in fretta ad uccidermi... ho freddo!) de Francesco Maselli

#### Téléfilms
- 2000 : Le Misanthrope de Molière, mise en scène Jean-Pierre Miquel, Comédie-Française
- 2004 : Le Pays des enfants perdus
- 2007 : Notable, donc coupable

Ce dernier téléfilm, destiné à être diffusé sur France 2, relate l'affaire Alègre. Le tournage avait lieu à Bordeaux, et notamment à l'ancienne faculté de médecine transformée en palais de justice pour l'occasion. Francis Girod est décédé pendant le tournage.

### En qualité de scénariste
- 1969 : Sirocco d'hiver (Sirokkó), de Miklós Jancsó. Coscénariste avec Gyula Hernádi, Miklós Jancsó et Jacques Rouffio.
- 1969 : Slogan, de Pierre Grimblat. Coscénariste avec Pierre Grimblat et Melvin Van Peebles.

## Publications

### Romans
- L'Enfance de l'art : roman / Yves Dangerfield, Francis Girod. Paris : Calmann-Lévy, 1988, 253 p.  (ISBN 2-7021-1715-5)
- Lacenaire / scénario de Georges Conchon, Francis Girod ; dialogue de Georges Conchon. Paris : Éd. du Seuil, 1990, 215 p. (Points. Roman : ciné-roman).  (ISBN 2-02-012613-3)
- Le Mystère de l'abbé Moisan / Michel Grisolia, Francis Girod
  - Paris : J.-C. Lattès, 1991, 188 p.  (ISBN 2-7096-1040-X)
  - Paris : Éd. de la Seine, 1991, 188 p. (Succès du livre).  (ISBN 2-7382-0473-2)
  - Paris : Librairie générale française, 1994, 187 p. (Le livre de poche ; 9781).  (ISBN 2-253-09781-0)
- La Justice de l'abbé Moisan /  Michel Grisolia, Francis Girod. Paris : J.-C. Lattès, 1993, 200 p.  (ISBN 2-7096-1227-5)
- Délit mineur / Michel Grisolia, Francis Girod. Paris : J.C. Lattès, 1994, 227 p.  (ISBN 2-7096-1372-7)

### Divers
- Manuel de la pensée yé-yé. Paris : Julliard, 1966, 125 p.
- Réception par Laurent Petitgirard de Francis Girod. Institut de France, Académie des beaux-arts. 17 décembre 2003. Paris : Palais de l'Institut, 2003, 32 p. (Institut ; 2003, 17).
- Fête des prix 2006 / Société des auteurs et compositeurs dramatiques (SACD) ; préface de Francis Girod, président de la SACD. Paris : SACD, 2006, 95 p.

## Collaborateurs

### Compositeurs de musique de films

#### Méthode de travail
Francis Girod attachait une importance particulière aux bandes originales de ses films. Il a déclaré : « Question méthode, je procède avec Laurent Petitgirard comme avec mes autres compositeurs, de Morricone à Alexandre Desplat. Je lui indique une idée de tempo, de couleur, parfois même d'instrument. Quand on ne connaît pas la musique, il faut faire preuve d'une grande humilité et ne pas avoir peur d'exprimer son attente, même maladroitement. »

#### Compositeurs
- Ennio Morricone : Le Trio infernal (1974), René la Canne (1976), La Banquière (1980).
- Laurent Petitgirard : Lacenaire (1990), Écrire contre l'oubli (1991), Terminale (1998), L'Oncle de Russie (2006), Un ami parfait (2006).
- Alexandre Desplat : Passage à l'acte (1996).

#### Discographie
- Bandes originales des films de Francis Girod. Musiques composées et dirigées par Laurent Petitgirard. Play-Time, 2006. (1 CD audio)

### Scénaristes
- Gérard Miller : il a participé à l'écriture des scénarios de Passage à l'acte et Terminale.
- Michel Grisolia (1948-2005) : il a participé à l'écriture des scénarios du Grand Frère (1982), de Délit mineur (1993) et de Passage à l'acte (1995, avec Gérard Miller).
- Georges Conchon (1925-1990) : il a adapté son roman L'État sauvage au cinéma pour Francis Girod (1977) et a participé à l'écriture du scénario de Lacenaire (1990).
- Philippe Cougrand : il a écrit avec le cinéaste l'adaptation, le scénario et les dialogues de Mauvais genres (2001) et Un ami parfait (2006).

## Fonctions
- 1983-1993 : professeur « Classe caméra » au Conservatoire national supérieur d’art dramatique
- 1985 : membre de la Commission d'avance sur recettes sous la présidence de Christian Bourgois
- 1988-1989 : président de la SRF (Société des réalisateurs de films)
- 1990-2006 : membre du Conseil de l'ordre des Arts et des Lettres
- 1990-1992 : président de « Cinéma et Liberté »
- 1991-1994 : membre du Conseil d'administration de la Cinémathèque française
- 1994 : membre de la Commission d'avance sur recettes sous la présidence d’Isabelle Huppert
- 1997-2006 : membre du Comité d’administration de Arte France Cinéma

## Distinctions
- Officier de la Légion d'honneur
- Officier de l'ordre national du Mérite
- Commandeur de l'ordre des Arts et des Lettres
- 2002 : élection à l’Académie des beaux-arts au fauteuil de Claude Autant-Lara.

### Sources
- Décès du cinéaste Francis Girod, Le Figaro, 19 novembre 2006.
- Le cinéaste Francis Girod meurt à l'âge de 62 ans, Le Nouvel observateur, 19 novembre 2006.
- Francis Girod, cinéaste, Le Monde, 19 novembre 2006.